# Rudolf Friedrich von Lattorff
Rudolf Friedrich von Lattorff (* 1669 in Hobeck, Jerichowscher Kreis; † 11. Oktober 1708) war ein königlich-preußischer Generalmajor.

## Leben
Er war Angehöriger des anhaltischen Adelsgeschlechts Lattorff. Seine Eltern waren der kurbrandenburgische Kapitän und Erbherr auf Hobeck Rudolf von Lattorff († 1684) und Erdmuth von Wulffen a.d.H. Loburg (* 1618).
Lattorff avancierte am 31. August 1689 zum Major, weiter am 1. Januar 1693 zum Oberstleutnant, dann am 1. Juli 1703 zum Oberst und wurde am 1. Juli 1704 Chef des Regiments v. Wulffen. Er nahm am Spanischen Erbfolgekrieg teil, erlag jedoch seinen in der Schlacht bei Oudenaarde erhaltenen Verletzungen. Posthum wurde Lattorff am 25. Oktober 1708 in den Rang eines Generalmajors befördert.
Er war mit Margarethe Sophie de Bruce († 1739) vermählt. Diese war die Tochter des brandenburger Oberstleutnants Jean de Bruce und dessen Ehefrau Sophie Luise von Ritter. Das Paar hatte zwei Söhne und drei Töchter.